# Professional'nyj Chokkejnyj Klub CSKA
Il Professional'nyj Chokkejnyj Klub CSKA (russo: Профессиональный хоккейный клуб ЦСКА), noto anche come CSKA Mosca (ЦСКА Москва), è una squadra di hockey su ghiaccio russa, con sede nella capitale Mosca. Fu fondata nel 1946 e rientra all'interno della società polisportiva del CSKA Mosca. Data la sua affiliazione in passato con l'esercito sovietico è nota anche come Armata rossa, e vanta il primato di campionati sovietici e competizioni europee conquistate. Milita nel massimo campionato russo, la Kontinental Hockey League.

## Storia
La squadra nacque nel 1946 con il nome di CDKA (Centralnyy Dom Krasnoy Armii - Casa Centrale dell'Armata Rossa, in riferimento alla sede dell'esercito a Mosca). Successivamente nel periodo dal 1952 al 1954 divenne CDSA (con "Armata Rossa" sostituita da "Esercito sovietico"), e ancora una volta dal 1955 al 1959 cambiò il nome in CSK MO (Club Sportivo Centrale del Distretto Militare di Mosca). Il nome attuale invece risale al 1960.
Il CSKA conquistò 32 Campionati sovietici nel corso dei 46 anni di storia del massimo campionato nazionale, inclusa una striscia consecutiva di 13 successi dal 1977 fino al 1989.
Oltre al dominio in patria il CSKA monopolizzò pressoché tutte le edizioni della Coppa dei Campioni. A partire dal 1969 fino al 1990 i moscoviti vinsero tutte le edizioni tranne due, ed infilarono un'altra striscia di 13 successi consecutivi dal 1978 al 1990. Il primo allenatore della squadra fu Anatolij Tarasov, il quale sarebbe divenuto poi noto ome commissario tecnico della selezione dell'Unione Sovietica. Tarasov allenò da solo oppure coadiuvato da assistenti per quasi tutto il periodo fra il 1946 ed il 1975. Dopo di lui anche Viktor Tichonov stette sulla panchina per un lungo periodo, dal 1977 al 1996, alternandosi inoltre al comando nella nazionale sovietica.
La squadra fu capace di conquistare una così lunga serie di successi grazie al fatto che durante l'esistenza dell'Unione Sovietica l'intera organizzazione della CSKA era direttamente controllata dall'Armata rossa. Essendo presente la leva militare obbligatoria, tutti i maschi dovevano servire nell'esercito, ed in tal modo i responsabili della squadra furono in grado di selezionare direttamente i migliori elementi e di schierarli nella formazione. Quasi tutti i giocatori della CSKA appartenevano anche alla selezione nazionale sovietica, uno dei fattori su cui si poggiò il dominio internazionale dell'Unione Sovietica dagli anni 1950 fino agli anni 1990.  Soprattutto verso la fine degli anni '80 il continuo dominio del CSKA Mosca portò tuttavia ad un calo considerevole del pubblico in tutto il campionato. Essendo il tutto controllato da militari, non sorprende il fatto di quanto la disciplina fosse rigorosa, in particolare sotto la gestione Tichonov. I suoi giocatori si allenavano per undici mesi all'anno, spesso costretti a restare in ritiro, separati dalle loro famiglie. Alla caduta della cortina di ferro comunque la situazione si fece più sostenibile per gli atleti.
Il CSKA rimase una delle formazioni più forti della Russia anche dopo la fine dell'Unione Sovietica, nonostante non abbia vinto alcun campionato. In quel periodo il massiccio esodo di giocatori russi verso la National Hockey League colpì particolarmente il CSKA Mosca, anche perché quasi tutti i migliori giocatori del paese militavano proprio con la maglia rossoblù. A cavallo tra la fine degli anni '90 e l'inizio del 2000, la squadra fu non ufficialmente soprannominata "i Penguins russi", dato l'interesse dei Pittsburgh Penguins verso il CSKA.
Una delle linee d'attacco più famose di tutti i tempi è la Linea KLM degli anni 1980. Il nome deriva dalle prime lettere dei cognomi dei tre giocatori, Vladimir Krutov, Igor' Larionov e Sergej Makarov. Insieme ai difensori Vjačeslav Fetisov e Aleksej Kasatonov, erano noti come l'"Unità Verde", poiché erano soliti vestire negli allenamenti delle divise verdi. Nel corso di quel decennio furono il quintetto più vincente ed efficace d'Europa. Nel 1989 tutti e cinque furono autorizzati a trasferirsi in NHL, con risultati alterni. Krutov ebbe la carriera più breve, con una sola stagione giocata con i Vancouver Canucks; Makarov (vincitore di un Calder Trophy nel 1990) e Kasatonov abbandonarono la lega nel 1997; Fetisov e Larionov vinsero la Stanley Cup due volte insieme con i Detroit Red Wings, prima del ritiro di Fetisov nel 1998; Larionov avrebbe poi vinto la sua terza Stanley Cup ancora con Detroit nel 2002, prima di ritirarsi coi New Jersey Devils nel 2004.
Nell'All Star Team del secolo stilato dalla International Ice Hockey Federation, l'IIHF Centennial All-Star Team, quattro dei sei giocatori selezionati vestirono la maglia del CSKA Mosca: Vladislav Tret'jak, Vjačeslav Fetisov, Valerij Charlamov e Sergej Makarov.

## Stemmi

Stemma utilizzato durante il periodo sovietico.
Stemma utilizzato in seguito alla dissoluzione dell'Unione Sovietica.
Stemma in uso.

## Palmarès

### Competizioni nazionali

#### Campionati nazionali
- Campionato sovietico: 32

1947-1948, 1948-1949, 1949-1950, 1954-1955, 1955-1956, 1957-1958, 1958-1959, 1959-1960, 1960-1961, 1962-1963, 1963-1964, 1964-1965, 1965-1966, 1967-1968, 1969-1970, 1970-1971, 1971-1972, 1972-1973, 1974-1975, 1976-1977, 1977-1978, 1978-1979, 1979-1980, 1980-1981, 1981-1982, 1982-1983, 1983-1984, 1984-1985, 1985-1986, 1986-1987, 1987-1988, 1988-1989
- Coppa Gagarin: 3

2018-2019, 2021-2022, 2022-2023
- Divizion Tarasova: 7

2008-2009, 2012-2013, 2014-2015, 2015-2016, 2016-2017, 2017-2018, 2018-2019
- Western Conference: 3

2015-2016, 2017-2018, 2018-2019
- Coppa Kontinental: 4

2014-2015, 2015-2016, 2016-2017, 2018-2019
- Kubok Otkrytija: 1

2015
- Vysšaja Liga: 1

1996-1997

#### Coppe nazionali
- Coppa sovietica: 12

1954, 1955, 1956, 1961, 1966, 1967, 1968, 1969, 1973, 1977, 1979, 1988

### Competizioni internazionali
- Coppa dei Campioni: 20

1969, 1970, 1971, 1972, 1973, 1974, 1976, 1978, 1979, 1980, 1981, 1982, 1983, 1984, 1985, 1986, 1987, 1988, 1989, 1990
- Coppa Spengler: 1

1991